# Xiamao, Guangdong
Xiamao (kinesiska: 下茆) är en köping i sydöstra Kina. Den ligger i Sihui i staden Zhaoqing i provinsen Guangdong, omkring 70 kilometer nordväst om provinshuvudstaden Guangzhou. Antalet invånare är 24 579. Befolkningen består av 12 077 kvinnor och 12 502 män. Barn under 15 år utgör 15,0 %, vuxna 15-64 år 70 %, och äldre över 65 år 13,0 %.